# USS Hornet (brick, 1805)
Pour les autres navires du même nom, voir USS Hornet.
Le troisième USS Hornet de l'United States Navy est un brick-sloop. Il sera plus tard reclassé comme un trois-mâts carré.
Le Hornet est lancé le 28 juillet 1805 à Baltimore et commissionné le 18 octobre de la même année.

## Premières années
Sous le commandement d'Isaac Chauncey, le brick fait route en direction de la côte atlantique jusqu'au 29 mars 1806. Il reçoit alors l'ordre de rejoindre une escadre assurant la protection de convois marchands en Méditerranée. Il regagne Charleston le 29 novembre 1807 et est alors retirée du service.
Il est à nouveau commissionné le 26 décembre 1808. Il transporte le général James Wilkinson à La Nouvelle-Orléans avant de se lancer dans des patrouilles d'application des lois sur l'embargo. De novembre 1810 à septembre 1811, il est à quai au Washington Navy Yard.

## Guerre de 1812
Croisant avec l'escadre du commodore, John Bodgers durant la guerre de 1812, le Hornet parvient à capturer le navire corsaire Dolphin le 9 juillet 1812. Après avoir participé au blocus du port brésilien de Bahia, le brick fait une nouvelle prise : le sloop HMS Peacock. L'engagement, court, a lieu au large de la Guyane britannique le 24 février 1813.
Le Hornet fait alors route pour New London après avoir capturé le Peacock. Il s'y trouve bloqué jusqu'au 14 novembre 1814, date à laquelle il parvient à briser le blocus britannique. Il réussit peu après à capturer un autre navire marchand alors qu'il gagne New York. Ignorant la fin de la guerre, il navigue au sud et capture le brick-sloop HMS Penguin le 23 mars 1815 au large de l'archipel de Tristan da Cunha. Le lendemain, la prise est sabordée car trop endommagée.
Après un voyage dans les Caraïbes et à Copenhague en 1818 ainsi qu'une seconde expédition en Méditerranée en 1819, le Hornet se voit assigné à Key West ainsi qu'à Pensacola dans le but de lutter contre la piraterie dans les Caraïbes. Il capture la goélette Moscow le 29 octobre 1821 alors qu'ils se trouvent au large de Saint-Domingue.

## Perte
Durant les neuf années qui suivent, le brick participe à des missions dans les Caraïbes. Il quitte pour la dernière fois Pensacola le 4 mars 1829 pour les côtes du Mexique mais n'est jamais revu. Le 7 octobre 1829, le commandant de l'escadron auquel il était rattaché reçoit des informations lui indiquant qu'il a sombré corps et âme le 29 septembre 1829 au large de Tampico, alors qu'une tempête faisait rage.

## Sources
- (en) Cet article est partiellement ou en totalité issu de l’article de Wikipédia en anglais intitulé « USS Hornet (1805 brig) » (voir la liste des auteurs).
- (en)  Cet article contient du texte publié par le Dictionary of American Naval Fighting Ships dont le contenu se trouve dans le domaine public. La référence peut être lue ici.